# Nekrolog 1682
Nekrolog
◄◄
| ◄
| 1678
| 1679
| 1680
| 1681
| 1682 | 1683 | 1684 | 1685 | 1686 | ► | ►►
Weitere Ereignisse | Allgemeiner Nekrolog 1682
Die Beschreibung der verstorbenen Person sollte so kurz wie möglich gehalten sein und nur deren signifikante Tätigkeit(en) enthalten.
Neue Namen ggf. auch unter dem Geburts- und Sterbedatum, also etwa unter 1. Januar und im Geburts- und Sterbejahr (2024) eintragen (nur bei entsprechender großer Wichtigkeit). Für Beispiele siehe die schon vorhandenen Artikel.
Außerdem über die fünf zuletzt Verstorbenen, zu denen es einen ausreichend guten Artikel für eine Präsentation auf der Hauptseite gibt, nach der todesbedingten Überarbeitung der Artikel ggf. auch unter Wikipedia Diskussion:Hauptseite informieren und sie am besten auch in den anderen Wikipedia-Sprachversionen eintragen. Tipp: Regelmäßig bei news.google.de nach „ist tot“, „gestorben“ oder „verstorben“ suchen.
Wenn eine Person gestorben ist, gibt es viele Seiten zu dieser Person in der Wikipedia, die davon auch betroffen sind und entsprechend aktualisiert werden müssen. Beispiele: Namenübersichtsseite, Geburtsjahr, Geburtsort-Seiten und viele mehr.
Wie finde ich die betroffenen Seiten?
Im Suchfeld auf der linken Seite gibt man den Suchbegriff so ein: „Vorname Nachname“. Dann klickt man auf Volltext und alle Seiten mit entsprechendem Suchtext werden aufgerufen. Hier sieht man dann schnell, wo auch das Todesjahr Sinn macht oder sogar ein Teil des Artikels angepasst werden muss. Auch hilft das „Werkzeug“ auf der linken Seite sehr gut, um solche Seiten aufzufinden: „Links auf diese Seite“. Somit ist die Wikipedia wieder aktuell in allen Bereichen! Hinweis: bei Eintragung der Kategorie „Gestorben JAHR“ wird der Missbrauchsfilter 49 ausgelöst, was jedoch nicht schlimm ist. Siehe: Spezial:Missbrauchsfilter/49
Dies ist eine Liste von im Jahr 1682 verstorbenen bekannten Persönlichkeiten. Die Einträge erfolgen innerhalb der einzelnen Daten alphabetisch sortiert. Tiere sind im Nekrolog für Tiere zu finden.

## Januar
| Tag        | Name           | Beruf, bekannt als                                                                      | Alter | Beleg |
| ---------- | -------------- | --------------------------------------------------------------------------------------- | ----- | ----- |
| 1. Januar  | Jakob Kettler  | Enkel des letzten Deutschordensmeisters Gotthard Kettler und Herrscher über das Kurland | 71    |       |
| 3. Januar  | Olof Verelius  | schwedischer Sprach- und Altertumsforscher                                              | 63    |       |
| 14. Januar | Elias Grießler | österreichischer Porträtmaler                                                           |       |       |

## Februar
| Tag         | Name                           | Beruf, bekannt als                                                    | Alter | Beleg |
| ----------- | ------------------------------ | --------------------------------------------------------------------- | ----- | ----- |
| 1. Februar  | Asser Levy                     | amerikanischer Siedler jüdischen Glaubens                             |       |       |
| 2. Februar  | Jean Lepautre                  | französischer Kupferstecher                                           | 63    |       |
| 13. Februar | Thomas Thynne                  | englischer Politiker                                                  |       |       |
| 14. Februar | Rudolph von Neidschütz         | sächsischer Generalwachtmeister                                       | 67    |       |
| 15. Februar | Claude de la Colombière        | französischer katholischer Geistlicher                                | 41    |       |
| 15. Februar | Gu Yanwu                       | chinesischer Universalgelehrter                                       | 68    |       |
| 18. Februar | Baldassare Longhena            | italienischer Architekt des Barock                                    |       |       |
| 19. Februar | Lluís Vicenç Gargallo          | spanischer Komponist und Kapellmeister                                |       |       |
| 19. Februar | Friedrich von Hessen-Darmstadt | Kardinal der römisch-katholischen Kirche und Fürstbischof von Breslau | 65    |       |
| 20. Februar | Peter Kuhn                     | böhmischer Bergmeister und Unternehmer                                |       |       |
| 25. Februar | Alessandro Stradella           | italienischer Sänger und Komponist                                    | 38    |       |
| 28. Februar | Joachim Nerger                 | deutscher Rechtswissenschaftler                                       |       |       |

## März
| Tag      | Name                                   | Beruf, bekannt als                                       | Alter | Beleg |
| -------- | -------------------------------------- | -------------------------------------------------------- | ----- | ----- |
| 2. März  | Hildebrand Christoph von Hardenberg    | deutscher Adeliger                                       | 60    |       |
| 3. März  | Humprecht Johann Czernin von Chudenitz | österreichischer Diplomat                                | 54    |       |
| 9. März  | Johannes Bisselius                     | deutscher Jesuit, Historiker und neulateinischer Dichter | 80    |       |
| 14. März | Jacob Isaacksz. van Ruisdael           | niederländischer Maler                                   |       |       |
| 21. März | Johannes van der Aeck                  | holländischer Maler                                      |       |       |
| 24. März | Friedrich                              | Herzog von Württemberg, Linie Neuenstadt                 | 66    |       |
| 24. März | Johannes Tilemann                      | deutscher Arzt und Hochschulprofessor                    |       |       |
| 27. März | Joachim Ernst von Görzke               | kurbrandenburgischer Generalleutnant                     | 70    |       |

## April
| Tag       | Name                                    | Beruf, bekannt als                                                                                | Alter | Beleg |
| --------- | --------------------------------------- | ------------------------------------------------------------------------------------------------- | ----- | ----- |
| 1. April  | Franz Egon von Fürstenberg-Heiligenberg | Bischof von Straßburg                                                                             | 55    |       |
| 3. April  | Bartolomé Esteban Murillo               | spanischer Barockmaler                                                                            | 64    |       |
| 6. April  | Johann von Hoverbeck                    | deutscher Diplomat                                                                                | 75    |       |
| 9. April  | Godfried Richardi                       | Abt von Grafschaft                                                                                |       |       |
| 10. April | Clemens Beutler                         | Künstler, Kartograph und Maler vorwiegend im Dienste von Joachim Enzmilner                        |       |       |
| 14. April | Awwakum                                 | Protopope und leitende Figur der Altgläubigen (Raskolniki), Vertreter der altrussischen Literatur |       |       |
| 27. April | Heo Mok                                 | koreanischer Politiker und neokonfuzianischer Philosoph                                           |       |       |
| 27. April | Tetsugen Dōkō                           | japanischer Mönch der Ikkō-Sekte                                                                  | 52    |       |
| 30. April | Auguste Sophie von Pfalz-Sulzbach       | Fürstin von Lobkowicz                                                                             | 57    |       |

## Mai
| Tag     | Name                              | Beruf, bekannt als                                                                          | Alter | Beleg |
| ------- | --------------------------------- | ------------------------------------------------------------------------------------------- | ----- | ----- |
| 4. Mai  | Wassili Borissowitsch Scheremetew | russischer Feldherr und Bojare                                                              |       |       |
| 5. Mai  | Nishiyama Sōin                    | japanischer Dichter                                                                         |       |       |
| 7. Mai  | Fjodor III.                       | Zar von Russland (1676–1682)                                                                | 20    |       |
| 12. Mai | Michelangelo Ricci                | italienischer Kardinal und Mathematiker                                                     | 63    |       |
| 15. Mai | Artamon Sergejewitsch Matwejew    | russischer Politiker                                                                        |       |       |
| 16. Mai | Andreas Concius                   | deutscher Mathematiker                                                                      | 53    |       |
| 23. Mai | Abraham Wuchters                  | niederländisch-dänischer Maler und Graveur                                                  |       |       |
| 26. Mai | Johann Heinrich Ott               | Schweizer evangelischer Geistlicher und Hochschullehrer                                     | 64    |       |
| 28. Mai | Henri de Bourbon, duc de Verneuil | Bischof von Metz, Herzog und Pair von Frankreich, natürlicher Sohn Heinrichs IV.            | 80    |       |
| 29. Mai | Benjamin Olitzsch                 | kursächsischer Bergbeamter und Leiter einer Expedition sächsischer Bergleute nach Ostindien |       |       |
| 31. Mai | Friedrich Casimir zu Eltz         | hannoverscher Berghauptmann und kursächsischer Rittergutsbesitzer                           | 48    |       |

## Juni
| Tag      | Name                  | Beruf, bekannt als                                               | Alter | Beleg |
| -------- | --------------------- | ---------------------------------------------------------------- | ----- | ----- |
| 15. Juni | Francesco Buti        | Jurist, Librettist                                               |       |       |
| 23. Juni | Wilhelm Nakatenus     | deutscher Jesuit, Hofprediger und geistlicher Schriftsteller     | 64    |       |
| 24. Juni | Peter Dünnehaupt      | deutscher Zimmermeister                                          | 51    |       |
| Juni     | Johann Christian Bach | Geiger und Direktor der Erfurter Stadtmusiker (begraben 1. Juli) | 41    |       |

## Juli
| Tag      | Name                         | Beruf, bekannt als                                                      | Alter | Beleg |
| -------- | ---------------------------- | ----------------------------------------------------------------------- | ----- | ----- |
| 17. Juli | Johann Heinrich Kittel       | deutscher Organist, Komponist und Musikpädagoge                         | 29    |       |
| 19. Juli | Yohannes I.                  | Negus Negest (Kaiser) von Äthiopien                                     |       |       |
| 27. Juli | Jan Anton Losy von Losinthal | Inspektor über die Wein-, Salz- und Biereinkünfte sowie Herr von Tachau |       |       |

## August
| Tag        | Name                                     | Beruf, bekannt als                                                                              | Alter | Beleg |
| ---------- | ---------------------------------------- | ----------------------------------------------------------------------------------------------- | ----- | ----- |
| 6. August  | Johann von Fargel                        | kurbrandenburgischer Obrist, Chef des Regiments Fargel zu Fuß, Gouverneur der Festung Reinstein |       |       |
| 6. August  | Ján Sinapius-Horčička                    | slowakischer Humanist und Theologe                                                              |       |       |
| 8. August  | Heinrich Henrich                         | Schweizer Jesuit, Hochschullehrer und Bühnenautor                                               | 68    |       |
| 12. August | Jean-Louis Raduit de Souches             | kaiserlicher Feldherr                                                                           | 73    |       |
| 24. August | John Maitland, 1. Duke of Lauderdale     | schottischer Adliger und Politiker                                                              | 66    |       |
| 24. August | Giacomo Zanoni                           | italienischer Botaniker                                                                         | 67    |       |
| 26. August | Wilhelm Wirich von Daun-Falkenstein      | deutscher Adliger                                                                               | 69    |       |
| 27. August | Philipp Joachim Örnestedt                | schwedischer Nachschuboffizier, Regierungsrat in Schwedisch-Pommern                             | 56    |       |
| 29. August | Ferdinand Franz von Landsberg zu Erwitte | Domherr in Hildesheim, Münster und Osnabrück                                                    | 39    |       |

## September
| Tag           | Name                         | Beruf, bekannt als                                                                  | Alter | Beleg |
| ------------- | ---------------------------- | ----------------------------------------------------------------------------------- | ----- | ----- |
| 8. September  | Stefano Brancaccio           | italienischer römisch-katholischer Geistlicher, Erzbischof und Kardinal             | 64    |       |
| 8. September  | Juan Caramuel y Lobkowitz    | spanischer katholischer Geistlicher, Philosoph, Theologe, Astronom und Mathematiker | 76    |       |
| 9. September  | Siegmund Wiprecht von Zerbst | deutscher Hofbeamter und Politiker                                                  | 76    |       |
| 10. September | Friedrich von Jena           | deutscher Rechtswissenschaftler, Diplomat und Staatsmann                            | 61    |       |
| 12. September | Godefridus Henschenius       | Jesuit und Historiker                                                               | 82    |       |

## Oktober
| Tag         | Name                        | Beruf, bekannt als                                                        | Alter | Beleg |
| ----------- | --------------------------- | ------------------------------------------------------------------------- | ----- | ----- |
| 11. Oktober | Hans Dietrich von Schönberg | sachsen-altenburgischer Geheimer Rat und Kanzler sowie Rittergutsbesitzer | 58    |       |
| 12. Oktober | Jean Picard                 | französischer Astronom und Geodät                                         | 62    |       |
| 16. Oktober | Yamazaki Ansai              | japanischer Konfuzius-Gelehrter, Shintoist und Denker                     | 63    |       |
| 19. Oktober | Thomas Browne               | englischer Philosoph                                                      | 77    |       |
| 20. Oktober | Otto Gibel                  | deutscher Musiktheoretiker und Komponist                                  |       |       |
| Oktober     | Johann Joachim Becher       | deutscher Chemiker und Arzt                                               | 47    |       |

## November
| Tag          | Name                                       | Beruf, bekannt als                                                                | Alter | Beleg |
| ------------ | ------------------------------------------ | --------------------------------------------------------------------------------- | ----- | ----- |
| 4. November  | Dirck Rembrantsz van Nierop                | niederländischer Kartograph, Astronom, Mathematiker und Landvermesser             |       |       |
| 14. November | Rijklof van Goens                          | Gouverneur von Ceylon (1659–1672) und Generalgouverneur von Ostindien (1678–1681) | 63    |       |
| 15. November | Jean de Vintimille du Luc                  | französischer Geistlicher und Bischof von Digne und Toulon                        |       |       |
| 22. November | Johann Wilhelm Furchheim                   | deutscher Violinist und Komponist                                                 |       |       |
| 23. November | Claude Lorrain                             | französischer Landschaftsmaler                                                    |       |       |
| 28. November | Valentine Greatrakes                       | irischer Geistheiler                                                              | 54    |       |
| 29. November | Ruprecht von der Pfalz, Duke of Cumberland | Prinz von der Pfalz, Herzog von Cumberland, britischer General                    | 62    |       |
| November     | William Ramsay, 3. Earl of Dalhousie       | schottischer Adeliger und Soldat                                                  |       |       |

## Dezember
| Tag          | Name                          | Beruf, bekannt als                              | Alter | Beleg |
| ------------ | ----------------------------- | ----------------------------------------------- | ----- | ----- |
| 13. Dezember | Aegidius Strauch II.          | deutscher lutherischer Theologe                 | 50    |       |
| 15. Dezember | Johann Maximilian von Lamberg | österreichischer Diplomat, Hofbeamter, Minister |       |       |
| 19. Dezember | Maria Grießer                 | Bäuerin, Frau                                   |       |       |
| 21. Dezember | Johann Otto Henckel           | deutscher evangelischer Theologe                | 46    |       |
| 27. Dezember | Konrad Schinkel               | Lübecker Bürgermeister                          |       |       |
| Dezember     | Christian Adolf Balduin       | Alchemist                                       | 50    |       |
| Dezember     | Antoine Rossignol             | französischer Kryptoanalytiker                  |       |       |

## Datum unbekannt
| Tag | Name                         | Beruf, bekannt als                                                                                       | Alter | Beleg |
| --- | ---------------------------- | --- | ----- | ----- |
|     | Constantin Șerban Basarab    | Herrscher der Walachei, Fürst der Moldau                                                                 |       |       |
|     | Iwan Andrejewitsch Chowanski | russischer Bojar und Gouverneur verschiedener russischer Provinzen                                       |       |       |
|     | Jakob Hayum                  | deutscher Mediziner                                                                                      |       |       |
|     | Thomas Herbert               | britischer Reisender und Historiker                                                                      |       |       |
|     | Ngawang Lobsang Gyatsho      | fünfter Dalai Lama                                                                                       |       |       |
|     | Louis Nicolas                | französischer Jesuit in Kanada                                                                           |       |       |
|     | Jacob Lucasz Ochtervelt      | niederländischer Maler des Barock                                                                        |       |       |
|     | Michał Kazimierz Pac         | Hetman des Großfürstentums Litauen, Woiwode von Vilnius                                                  |       |       |
|     | Samartha Ramdas              | Heiliger des Hinduismus                                                                                  |       |       |
|     | Benet Soler                  | katalanischer Kapellmeister und Komponist als Musikmönch im Kloster Montserrat                           |       |       |
|     | Andreas von Sommerfeld       | kurbrandenburgischer Generalmajor                                                                        |       |       |
|     | Johann Anton Tillier         | Berner und Schweizer Politiker                                                                           |       |       |
|     | Uncas                        | politischer und militärischer Führer der nordamerikanischen Indianer vom Volk der Pequot, später Mohegan |       |       |